# Trumpetarkapellet i Stockholm
Trumpetarkapellet var ett hovkapell som bildades senast 1526. Kapellet bestod av 10 till 16 trumpetare och två pukslagare. Kapellet upphörde senast 1811.

## Historik
Trumpetarkapellet var ett hovkapell som bildades senast 1526 och tillhörde hovet. Kapellet bestod av 10 till 16 trumpetare och två pukslagare. De flesta musiker kunde spela på andra instrument som de spelade på i sakrala framträdande. De samarbetade ibland med Kungliga Hovkapellet vid operaföreställningar. År 1770 blev en del hovtrumpetare även kapellister vid Kungliga Hovkapellet. Från 15 september 1783 var hovtrumpetarna tvungna att även medverka vid operans föreställningar. De var även tvungna att kunna spela på något annat instrument, såsom fiol. 1811 överfördes hovpukslagarna till hovkapellets lönelistor, men de hade långt tidigare medverkat vid hovkapellet.

## Lista över musiker
Lista över musiker vid trumpetarkapellet.

### Hovtrumpetare
- Gabriel Pettersson
- Carl Welcher
- Christoph Heinrich von der Lühe
- Johan Conrad Kuhlau
- 1672–: Georg Ulrich Boij
- 1691–: Johan Wilhelm Pettersson
- 1723–1736: Georg Ulrich Boij
- 1682–1706: Hans Jacob Wieger (1683–1717)
- 1699–1714: Johan Mengel
- 1724–1750: Johan Wilhelm Pettersson
- 1706–1714: Hindrick Busch
- 1706: Christian Pettersson
- 1706: Johan Nicolaus Nittau
- 1711–1733: Georg Friedrich Fischer
- 1711–1742: Johan Findekle
- 1715–1753: Zacharias Saulitz
- 1715–1751: Conrad Casper Kuhlau
- 1715–1722: Wilhelm Battram
- 1716–1737: Johan August Erdtman
- 1717–1748: Christopher Christian Witt
- 1717–1731: Christian Herfurt
- 1717–1732: Christian Zeising
- 1719–1740: Johan Hindrich Korn
- 1719–1724: Casper Kieser
- 1721–1742: Johan Böritz
- 1731–1765: Johan Daniel Böritz
- 1732–1751: Petter Wising
- 1733–1771: Johan Ernst Jäger
- 1737–1739: Sebastian Wigants
- 1739–1771: Christian Friedrich Böritz
- 1740–1755: Zachris Gotthard Saulitz
- 1742–1771: Friedrich Kuhlau
- 1742–1771: Johan Diedrich Opphoff
- 1743–1768: Hindrich Carl Kuhlau
- 1748–1771: Emmanuel Schilling
- 1750–1766: Christian Hindrich Saulitz
- 1751–1771: Carl Gustaf Friedrich
- 1751–1771: Christian Ludwig Kuhlau
- 1753–1764: Ludvig Adolph Saulitz
- 1755–1760: Petter Friedrich
- 1760–1768: Johan Gottfried Jäger
- 1764–1766: Petter Rydberg
- 1765–1771: Carl Gustaf Jäger
- 1766–1771: Michael Kräplin
- 1767–1771: Niklas Fredrik Rydberg
- 1768–1771: Friedrich Steinman
- 1769–: Hindrich Carl Kuhlau

### Hovpukslagare
- 1715–1733: Matts Ekström
- 1719–1729: Lars Ekström
- 1729–1730: Johan Rinck
- 1731–1748: Johan Lorentz Steindecker
- 1733–1768: Hans Jacob Wieger den yngre
- 1748–1771: Johan Christopher Steindecker
- 1768–1771: Johan Fredrik Böritz
- Christian Ludwig Kuhlau